# 向井地美音
向井地 美音（むかいち みおん、1998年〈平成10年〉1月29日 - ）は、日本のアイドル、タレント、女優（元子役）、YouTuber。女性アイドルグループAKB48のメンバーであり、AKB48グループ総監督（3代目）を務めた。
埼玉県出身。Mama&Son所属。

## 来歴

### 子役時代・AKB48加入
1歳のころから子役活動を開始し、セントラル子供タレントに所属した。子役時代は、映画『踊る大捜査線 THE MOVIE 2 レインボーブリッジを封鎖せよ!』やテレビドラマ『アンフェア』シリーズなどに出演した。小学校5年の時、子役を一時休業して学業に専念し、受験を経て中学校へ進学した。その後、イー・コンセプトに所属。
仲のよい友人から紹介されたのがきっかけでAKB48のファンになる。次第にAKB48のメンバーになりたいという気持ちが芽生え、両親に相談し、AKB48第15期生オーディションに応募した。2013年1月19日、AKB48第15期生オーディションの最終審査に合格し、AKB48に加入した。

### 正規メンバー昇格後
2014年2月24日にZeppダイバーシティ東京で開催された『AKB48グループ大組閣祭り〜時代は変わる。だけど、僕らは前しか向かねえ!〜』でチーム4への所属および昇格が発表され、4月24日の『AKB48 チーム4 3rd Stage「アイドルの夜明け」』初日公演が正規メンバーとして初出演の劇場公演となった。
同年4月6日にさいたまスーパーアリーナで行われた『AKB48リクエストアワーセットリストベスト200 2014』では、大島優子から「ヘビーローテーション」のセンターポジションの後継者に指名され、披露する際に代わってセンターポジションを務めた。同年11月26日発売のAKB48の38thシングル『希望的リフレイン』で初めてシングル表題曲における選抜入りを果たした。
2015年3月25日にさいたまスーパーアリーナで開催された『AKB48ヤングメンバー全国ツアー〜未来は今から作られる〜』の初日公演では7人組の新ユニット「でんでんむChu!」への参加が発表され、3月26日に同じ会場で開催された『AKB48春の単独コンサート〜ジキソー未だ修行中!』ではチームKへの異動が発表された。同年の『AKB48 41stシングル 選抜総選挙』では44位となり、ネクストガールズに選ばれる。同年9月5日には、子役時代に出演していた『アンフェア』シリーズの完結編であり、AKB48加入後に出演した映画『アンフェア the end』が全国公開された。
2016年3月21日には、AKB48の44thシングル『翼はいらない』で初めてシングル表題曲のセンターを務めることが発表された。同年の『AKB48 45thシングル 選抜総選挙』では13位となり、選抜総選挙での初選抜入り。

### 事務所移籍とAKB48グループ総監督就任後
2017年1月19日にTOKYO DOME CITY HALLで自身初のソロコンサート『向井地美音ソロコンサート 〜大声でいま伝えたいことがある〜』を開催。だが同年の『AKB48 49thシングル 選抜総選挙』では17位となり、選抜入りを逃した。
同年9月5日にSHOWROOMにおいて、AKSからプロダクション尾木と提携するMama&Sonへの所属事務所移籍が発表された。
同年12月8日に行われた『AKB48劇場12周年特別記念公演』で発表された組閣人事において、チームAに異動することが決まる（新チーム体制への移行は2018年4月から）。
2018年3月10日に行われた『AKB48グループ センター試験』においてAKB48グループメンバーのなかで1位となり、上位16人によって楽曲をリリースする「特別選抜」のセンターとなることが決まった。楽曲は、5月30日発売のAKB48の52ndシングル『Teacher Teacher』のカップリング曲「君は僕の風」。
同年の『AKB48 53rdシングル 世界選抜総選挙』では13位となり、AKB48選抜総選挙による選抜メンバーに復帰。6月の開票イベントでのスピーチでは、将来「AKB48グループの総監督になりたい」と話した。
同年12月8日に開催された『AKB48劇場13周年特別記念公演』夜公演において、AKB48グループ総監督の横山由依から後継の次期（3代目）総監督に指名された。2019年3月19日に行われたチームA「目撃者」公演において、同年4月1日付けでAKB48グループ総監督に就任することが発表され、4月1日に就任した。
2020年1月21日に村山彩希、岡田奈々、茂木忍とともにYouTube上に「ゆうなぁもぎおんチャンネル」を開設。10か月後の11月21日に同チャンネルの登録者数が10万人を突破した。
同年12月8日に行われたAKB48結成15周年記念の生配信では以下のように誓いを新たにした。
2021年6月19日、新型コロナウイルスに感染したことを公表。出演中の舞台『新・熱海殺人事件』も公演期間の途中で中止となった。
同年12月8日に開催された『AKB48劇場16周年特別記念公演』において組閣発表が行われ、AKB48グループ総監督との兼任でチームAキャプテンに任命された。
2022年7月24日、AKB48グループ総監督の歴代最長任期日数を更新した。
2023年7月20日、初ソロ写真集『胸騒ぎの正体』（ワニブックス）を発売。
同年12月31日に開催された『AKB48劇場大晦日公演〜年忘れアイドルの歌2023〜』において、AKB48グループ総監督を退任することを発表し、4代目となる次期総監督に倉野尾成美を指名した。
2024年3月16日付でAKB48グループ総監督を正式に倉野尾成美に譲り、退任した。同年5月20日にYouTubeチャンネル「おんちゃんねる」を開設。

## 人物
物心がつく前から子役をしており、記憶に残っている最初のドラマは4歳の時に出演したNHK大河ドラマ『利家とまつ』での浅井長政とお市の方の娘・初姫役であったと語っている。演技は、8歳の時に出演した連続ドラマ『アンフェア』（関西テレビ）の時から意識して自分で学んできたとも語っている。出演した映画『アンフェア the end』のプロデューサー臼井裕詞は、AKB48メンバーとなっていることを知らず、芸能活動を辞めていたとしても重要な役であるため、向井地に引き続き出演してもらいたいと製作開始当初、考えていた。
小学1年生から中学3年生まで硬式テニスをやっていたこともあり、元プロテニス選手の松岡修造がテレビ番組で語った「一球一球に心を込めて打つ」という言葉がきっかけで、自分も一つ一つのことに一生懸命になって生きていこうと「一所懸命」を座右の銘にしている。
岡田奈々は、向井地について「人に対して優しいし、ただ真面目なだけじゃなくてユーモアもあるので一緒にいて面白い。現場にいてくれるだけで安心できますし、困ったことがあると絶対助けてくれるので頼りになります」と評する。
趣味はドラマ鑑賞であり、特技はフラフープをしながらキャッチボールをすること。
「坂道AKB」で共演した元乃木坂46の山下美月とは、共演する前から仲がよく、「みお姉」と呼ばれる関係であった。
2020年1月29日の22歳の誕生日に、人生で初めて髪を染めたことをTwitterで報告した。
お弁当コーナーに「アジフライ・ヒレカツ・コロッケ・イカリング」と貼りだされた紙を見て、その画像を添付して「声に出して読みたい五・七・五」とツイートし、「気付き」のセンスが称賛された。

### AKB48
愛称は、みーおん。メンバーやファンから「おんちゃん」や「おんさん」と呼ばれることもある。
AKB48を知ったきっかけは、クラスメイトの「こじはるって地元同じなんだって！」という一言で「みんなの話題についていくためにYouTubeのMV集を見始め、そこで出会った「大声ダイヤモンド」の青春キラキラ感に胸を打たれてしまいました…」と明かしている。AKB48のファン時代に憧れていたのは小嶋陽菜であった。2017年1月のソロコンサートの際に、小嶋のキャッチフレーズ「埼玉県から来ました」を継承した。
2019年1月に開催された『AKB48グループリクエストアワー セットリストベスト100 2019』での次期総監督としての決意表明では、AKB48を卒業してからの夢がないことがコンプレックスだったが、理由は「大好きなAKBに入ること」、メンバーとして「活動できること、それ自体が私の夢だったから」だと告白した。また、2018年3月に行われた『AKB48グループ センター試験』で1位になったことが、6月の選抜総選挙の開票イベントでの「総監督になりたい」宣言に至る転機だったことも明かした。「AKBに入るずっと前から本当にAKBが大好きだった」「皆さんと同じ1人のAKBファンだった」ので、「私はファンの方の気持ちを誰よりも知っているつもりです」「AKBにとって私はほんの一部ですが、私にとってはAKBが全てです」とファンに語った。
2016年のインタビューでは将来の夢は女優になることであるが、今の大きな夢はAKB48を支えていける人になることであると語った。AKB48に入って以来、一貫して夢は「AKB48に貢献すること」。2021年でAKB48グループ総監督になって2年となり、折り返しぐらいには来ているのかもしれないと思い、後半戦では「私は総監督としてこれを成し遂げました」と胸を張って言えるようになりたい、自分がファンだったときにグループにたくさん助けられた分、グループに恩返しをしたいという。また、「まずはグループの中で思いを一つにできる総監督になりたい」と思っている。そして、個人としては2021年の目標に写真集を出版することを挙げていたが、2年後に達成した。
AKB48グループ総監督を務める上でのバイブルとして初代総監督を務めた高橋みなみの著書『リーダー論』を挙げている。
「アイドルファンは“エモい”のが好き」という持論がある。
先輩メンバーの茂木忍と仲がよく、お姉ちゃんみたいな存在で大好きだという。
北原里英と顔が似ていて、「11月のアンクレット」では歌番組などで同じ髪型で姉妹という設定を演出し、楽曲の歌詞から「パンケーキ姉妹」と呼ばれていた。
2020年4月に開始された「OUC48プロジェクト」の企画の一つである「365日の紙飛行機」（おうちver.）の動画編集を担当した。
2025年6月、謎解きを趣味とする岩立沙穂・橋本陽菜・武藤小麟とともに、AKB謎解き部を結成した。

## AKB48での参加楽曲

### シングル選抜楽曲
- 『ハート・エレキ』に収録
  - 君の瞳はプラネタリウム - 「AKB48研究生」名義
- 『前しか向かねえ』に収録
  - 秘密のダイアリー - 「Baby Elephants」名義
- 『ラブラドール・レトリバー』に収録
  - ハートの脱出ゲーム - 「Team 4」名義
- 希望的リフレイン
  - 目を開けたままのファーストキス - 「Team 4」名義
- 『Green Flash』に収録
  - 春の光 近づいた夏
  - ヤンキーロック
- 僕たちは戦わない
  - カフカとでんでんむChu ! - 「でんでんむChu !」名義
- 『ハロウィン・ナイト』に収録
  - 水の中の伝導率 - 「ネクストガールズ」名義
  - 一歩目音頭
  - ヤンキーマシンガン
- 『唇にBe My Baby』に収録
  - 君を君を君を… - 「次世代選抜」名義
  - マドンナの選択 - 「れなっち総選挙選抜」名義
  - お姉さんの独り言 - 「Team K」名義
  - 背中言葉
- 君はメロディー
  - LALALAメッセージ - 「AKB48次世代選抜」名義
- 翼はいらない
  - 哀愁のトランペッター - 「Team K」名義
- LOVE TRIP/しあわせを分けなさい
  - BLACK FLOWER
- ハイテンション
  - ハッピーエンド - 「レナッチーズ」名義
- シュートサイン
  - アクシデント中 - 「AKB48 U-19選抜」名義
  - 誰のことを一番 愛してる? - 「坂道AKB」名義
- 願いごとの持ち腐れ
  - 点滅フェロモン
- 『#好きなんだ』に収録
  - だらしない愛し方 - 「アンダーガールズ」名義
  - ギブアップはしない - 「ブラックベリー向井地」として参加
- 11月のアンクレット
- ジャーバージャ
  - Position - 「AKB48若手選抜」名義
  - 国境のない時代 - 「坂道AKB」名義
- Teacher Teacher
  - 君は僕の風 - 「AKB48グループ センター試験選抜」名義
  - ロマンティック準備中 - 「Team A」名義
- センチメンタルトレイン
  - 百合を咲かせるか?
- NO WAY MAN
- ジワるDAYS
- サステナブル
  - 流れ星に何を願えばいいのだろう  - 「総監督とキャプテンズ」名義
- 失恋、ありがとう
  - また会える日まで
  - 愛する人
- 根も葉もRumor
  - 離れていても
- 元カレです
  - 臆病なナマケモノ - 「Team A」名義
- 久しぶりのリップグロス
- どうしても君が好きだ
- アイドルなんかじゃなかったら
- カラコンウインク
- 恋 詰んじゃった
- まさかのConfession
  - 桜の花びらたち 2025
- Oh my pumpkin!

### アルバム選抜楽曲
『次の足跡』に収録
- 散ればいいのに…

『ここがロドスだ、ここで跳べ!』に収録
- 涙は後回し - 「峯岸Team 4」名義
- 僕たちのイデオロギー

『0と1の間』に収録
- 愛の使者 - 「Team K」名義
- あれから僕は勉強が手につかない - 「でんでんむChu !」名義

『サムネイル』に収録
- あの日の自分
- 誰が私を泣かせた?

『僕たちは、あの日の夜明けを知っている』に収録
- 靴紐の結び方
- 涙の表面張力

『なんてったってAKB48』に収録
- 時をかける少女 - （原田知世のカバー）
- なんてったってアイドル - （小泉今日子のカバー）
- LOVEマシーン - （モーニング娘。のカバー）

### 配信限定楽曲
- センチメンタルトレイン 完全版
- 近いのに離れてる
- 恋人いない選手権
- Oh my pumpkin!（AKB48 members ver.）

### 劇場公演ユニット曲
AKB48 研究生公演「パジャマドライブ」
- 天使のしっぽ

チーム4 2nd Stage「手をつなぎながら」
- Glory days（相笠萌のアンダー）
- チョコの行方（前田美月のアンダー）

チームKウェイティング公演II「最終ベルが鳴る」
- 19人姉妹の歌（近野莉菜のアンダー）

峯岸チーム4「アイドルの夜明け」公演
- 残念少女

春風亭小朝「イヴはアダムの肋骨」公演
- 禁じられた二人（チームK 2nd Stage「青春ガールズ」）

田中将大「僕がここにいる理由」公演
- 青春の木洩れ陽（ノースリーブス 5thシングル「君しか」）

峯岸チームK「最終ベルが鳴る」公演
- 初恋泥棒

小嶋陽菜「好感度爆上げ」公演
- 背中から抱きしめて（大森美優のアンダー）

 「サムネイル」公演
- バケット

外山大輔「ミネルヴァよ、風を起こせ」公演
- コップの中の木漏れ日（大森美優のアンダー）
- 夢でKiss me !

岡部チームA「目撃者」公演
- 炎上路線

「僕の夏が始まる」公演
- ウインクの銃弾

リバイバル公演「僕の太陽」
- 僕とジュリエットとジェットコースター（黒須遥香のアンダー）
- 向日葵（黒須遥香のアンダー）

向井地チームA「重力シンパシー」公演
- 水曜日のアリス
- キンモクセイ

AKB48 18th Stage 「ここからだ」
- 振り向きざまのキッス

## 作品

### 映像作品
| 枚 | リリース日   | タイトル                                                        | レーベル | 販売形態     | 規格品番  | 備考 |
| -- | ------------ | --------------------------------------------------------------- | -------- | ------------ | --------- | ---- |
| 1  | 2017年8月4日 | AKB48 向井地美音ソロコンサート 〜大声でいま伝えたいことがある〜 | AKS      | DVD          | AKB-D2354 |      |
| 1  | 2017年8月4日 | AKB48 向井地美音ソロコンサート 〜大声でいま伝えたいことがある〜 | AKS      | Blu-ray Disc | AKB-D2355 |      |

## コンサート
- 向井地美音ソロコンサート 〜大声でいま伝えたいことがある〜（2017年1月19日、TOKYO DOME CITY HALL）[32]
- ゆうなぁもぎおんラストパーティー〜【朗報】最後に4人で歌って踊ってみた【感謝】〜（2024年1月8日、山野ホール）[73]

## 出演

### 映画
- 踊る大捜査線 THE MOVIE 2 レインボーブリッジを封鎖せよ!（2003年7月19日、東宝） - 里香子 役[13][74]
- アンフェア the movie（2007年3月17日、東宝） - 佐藤美央 役[13][15]
- ゲゲゲの鬼太郎 千年呪い歌（2008年7月12日、松竹） - 三つ木霊・長女ハルカ 役[75]
- トワイライトシンドローム デッドクルーズ（2008年8月2日、ジョリー・ロジャー） - 謎の女の子 役[76]
- アンフェア the end（2015年9月5日、東宝） - 雪平美央 役[15][77][78]

### テレビドラマ
- 利家とまつ〜加賀百万石物語〜（2002年、NHK） - 初姫 役[13]
- ウエディングプランナー SWEETデリバリー（2002年、フジテレビ） - 北村早紀 役[13]
- ホーム&アウェイ（2002年、フジテレビ） - 女の子 役[13]
- X'smap〜虎とライオンと五人の男〜（2004年、フジテレビ） - 女の子 役[13]
- アンフェア（2006年1月 - 3月、関西テレビ） - 佐藤美央 役[13][29]
- アンフェア the special『コード・ブレーキング〜暗号解読』（2006年10月3日、関西テレビ） - 佐藤美央 役[29][79]
- 医龍-Team Medical Dragon- 第3話（2006年、フジテレビ） - 藤吉樹里 役[13]
- 金曜プレステージ パパの涙で子は育つ（2007年6月15日、フジテレビ） - 川村カヤ 役[13]
- フライトパニック（2007年10月20日、フジテレビ） - 柳本メグミ 役[13][79]
- 働きマン 最終話（2007年12月19日、日本テレビ） - 山口美咲 役[13]
- 金曜プレステージ 外科医 鳩村周五郎V 血塗られた挑戦状I（2009年3月27日、フジテレビ） - 佐々岡香澄 役[79][80][81]
- 医龍-Team Medical Dragon-3 第1話（2010年10月14日、フジテレビ） - 藤吉樹里 役[79]
- テレビスペシャル アンフェア the special『ダブル・ミーニング 〜二重定義』（2011年9月23日、関西テレビ） - 佐藤美央 役[29][79]
- セーラーゾンビ 第2話（2014年4月26日、テレビ東京） - 巨大オシャレゾンビ 役[79][82]
- マジすか学園4（2015年1月19日 - 3月30日、日本テレビ） - ジセダイ 役[83]
- マジすか学園5（2015年8月25日、日本テレビ） - ジセダイ 役[84][85]
- 劇場霊からの招待状 第8話「回帰」（2015年11月19日、TBS） - 主演・和泉繭 役[86][87]
- AKBホラーナイト アドレナリンの夜 第21話「おねえちゃん」（2015年12月17日、テレビ朝日） - 主演・育子 役[88]
- AKBラブナイト 恋工場 第37話「危険な二人乗り」（2016年9月8日、テレビ朝日） - 主演・未来 役[89]
- キャバすか学園（2016年10月30日 - 2017年1月15日、日本テレビ） - フグ / ジセダイ 役[90][91]
- 豆腐プロレス（2017年1月22日 - 7月2日、テレビ朝日） - 向井地美音 / ストロベリー向井地 / ブラックベリー向井地 役[92][93]
- 正義のセ 第9話（2018年6月6日、日本テレビ） - 坂下あゆみ 役[94][95]
- マジムリ学園（2018年7月26日 - 9月26日、日本テレビ） - バラ / 桑原郁美 役[96]
- 警視庁捜査資料管理室 (仮)（2018年10月1日 - 12月10日、BSフジ） - 柴田里香子 役[97][98]
  - 警視庁捜査資料管理室（2019年4月1日 - 6月10日、BSフジ） - 柴田里香子 役[99]
  - 警視庁捜査資料管理室 スペシャル 〜明石幸男、最後の3日間〜（2020年3月14日・15日、BSフジ） - 柴田里香子 役[100]
- AKB48の歌 第1話・第2話「恋するフォーチュンクッキー」（2022年5月21日・28日、ひかりTVチャンネル）- ミオン 役[101][注釈 6]

### バラエティ
- SMAP×SMAP（2005年、フジテレビ） - 「粘土の王国」のコーナーにレギュラー出演[13]
- AKB48、久しぶりの二度目旅（2024年11月3日 - 2024年11月24日、山梨放送）[103]

### その他テレビ番組
- NHK高校講座 日本史（2014年4月18日 - 2015年3月6日、NHK Eテレ） - レギュラー[104][注釈 7]
- NNNドキュメント'16「18歳･･･生徒手帳と私の一票」（2016年8月21日、日本テレビ／制作：南海放送） - ナレーション[108]
- 趣味どきっ!「梨本家の快適!リモート生活術」（2021年3月29日 - 5月27日、NHK Eテレ） - 娘（梨本ミオン） 役[109]
- ガールズ・ビー・アンビシャス〜夢に効く言葉〜（2022年8月14日、テレビ東京）[110]

### ラジオ
- リッスン? 2-3（2015年7月・2017年6月・2018年2月、文化放送） - 月間パーソナリティー[111]
- AEON LakeTown presents 向井地美音 (AKB48) のみーおんたいむ♪（2015年10月1日 - 2018年3月29日、FM NACK5） - 『Nutty Radio Show THE魂』木曜内コーナー[注釈 8][注釈 9]
- AKB48 今夜は帰らない…（2015年10月5日 - 2017年3月27日、CBCラジオ）[注釈 10][113]
- ジュグラーの波〜澤と美音のまるっと経済学〜（2019年4月1日 - 2021年9月30日、TOKYO FM） - パーソナリティ（公認会計士・澤昭人とともに）[114][注釈 11]
- AKB48 2029ラジオ〜10年後の君へ〜（2019年4月8日 - 2021年3月29日、ニッポン放送） - メインパーソナリティ[115]
- クリス松村のザ・ヒットスタジオ（2019年4月16日 - 2021年4月20日、毎日放送） - アシスタント[116][117][注釈 12][118]
- まるっとみーおんPARK（2019年10月31日 - 2021年9月30日、JFN PARK）[119]
- 柱NIGHT! with AKB48（2022年3月13日 - 2024年3月24日、bayfm） - メインパーソナリティ[120]

#### 特別番組
- TOKYO FMサンデースペシャル『ブレインスリープ Presents AKB48 ゆうなぁもぎおん 噂の!週末の夜は最高の睡眠』（2021年8月15日、TOKYO FM）[121]
- AKB48、最近聞いでけだが？（2022年4月10日、エフエム秋田）[122]

### 舞台
- リーディングシアター「恋工場」（2016年9月22日、ベルサール渋谷ガーデン Cホール）[123]
- 舞台版「マジムリ学園」（2018年10月19日 - 28日、日本青年館ホール） - バラ 役[124][125]
- 博多座開場20周年記念公演「仁義なき戦い〜彼女（おんな）たちの死闘編〜」（2019年11月9日 - 14日、博多座） - 若杉寛 役[126]
- 新・熱海殺人事件（2021年6月10日 - 18日、紀伊國屋ホール） - 水野朋子 役（能條愛未とダブルキャスト）[127][128][129][注釈 13]
- 舞台「マジムリ学園-LOUDNESS-」（2021年8月20日 - 29日、品川プリンスホテル ステラボール） - バラ 役[130]

### CM
- 大王製紙
  - 「Friendスーパーすっきりパンツ」[13]
  - 「グーン トレーニングパンツ」
- 江崎グリコ 「プリッツ」[13]
- ナナムジカ[13]
- ハウジングタイホウ[13]
- 三菱電機 洗濯機「部屋干しカラット」[13]
- 東洋水産 「マルちゃん赤いきつねと緑のたぬき」[13]
- 日本マクドナルド[13]
- 花王 「健康エコナ」[13]
- コムスン 「施設介護あみもの篇」[13]
- 講談社 「おともだち」「たのしい幼稚園」[13]
- タカラ 「たいこでポピラ」[13]
- アメリカン・ライフ・インシュアランス・カンパニー日本支社 「家計にやさしい入院保険」[13]
- 松下電器産業 ナショナル洗濯乾燥機「Lab」[13]
- ライオン 「クリニカ」[13]
- ハインツ日本 「クッキングソース」[13]
- バンダイ 「たまごっちカップ」[13]
- 日本ケンタッキーフライドチキン
  - 骨なしケンタッキー「かぶりつき」篇B（2014年11月1日 - 26日）[131][132]

### 広報
- 警視庁・埼玉県警察・千葉県警察合同「交通事故防止キャンペーン」〜なくそう歩行者事故 思いやり運転の推進〜（2018年7月 - ） - キャンペーン隊長[133]

### ネット配信
- マジすか学園4 外伝（2015年3月31日 - 5月5日、Hulu） - ジセダイ 役[83]
- マジすか学園5（2015年8月25日 - 10月27日、Hulu） - ジセダイ 役[84][85]
- CROW'S BLOOD（2016年7月23日 - 8月27日、Hulu） - 片山奈美 役[134]
- CREATIVE JAM（2023年6月17日〈第1回 - 第2回〉／6月24日〈第3回 - 第5回〉配信開始、Paravi） - 審査員[135]

### イベント
- 豆腐プロレス The REAL 2017 WIP CLIMAX in 後楽園ホール（2017年8月29日、後楽園ホール） - ブラックベリー向井地 役[136]
- 関西コレクション 2017 AUTUMN＆WINTER（2017年8月30日、京セラドーム大阪）[137]
- 豆腐プロレス The REAL 2018 WIP QUEENDOM in 愛知県体育館（2018年2月23日、愛知県体育館） - ストロベリー向井地 役[138]
- 第一生命 D.LEAGUE 21-22 ROUND.2（2021年11月25日、東京ガーデンシアター） - ゲスト審査員[139]
- TOKYO IDOL FESTIVAL 2022 TIFアイドル総選挙2022 グランドフィナーレ（2022年8月7日、Zepp DiverCity（TOKYO）） - ゲスト[140]
- 技育祭2023【春】 講演「AKB48グループ総監督にプログラミング教えてみた」（2023年3月18日、オンライン配信）[141]

## 書籍・新聞

### 著書
- 日本一やさしい政治の教科書できました。（2017年7月7日、朝日新聞出版） - 共著：木村草太・津田大介・加藤玲奈・茂木忍[142]

### 写真集
- AKB48れなっち総選挙選抜写真集 16colors（2017年1月31日、徳間書店）[143][144]
- 胸騒ぎの正体（2023年7月20日、ワニブックス、撮影：中村和孝）ISBN 978-4-8470-8469-0[51][145]

### 雑誌連載
- UTB+（2014年12月9日 - 2021年2月22日、ワニブックス） - 「魁!!48歌詞塾」[146][147][148]
- LOVE berry（2016年1月 - 2017年1月、徳間書店） - モデル[15][149][150]

### Web連載
- ニッカンスポーツ・コム 「みーおんの新リーダー論」（2020年1月29日 - 2021年10月2日、日刊スポーツ新聞社）[151]
- Newsクランチ（2025年6月10日 - 24日、ワニブックス） - 短期集中連載[152]